# 2006年亞洲運動會中國代表團
| 中華人民共和國國旗         |      |        |        |        |        |        |
| 多哈亞運中國獎牌數逐日排位 |      |        |        |        |        |        |
| 順序                       | 12月 | 位次   | 金牌   | 銀牌   | 銅牌   | 獎牌   |
| 第1天                      | 1日  | 開幕日 | 開幕日 | 開幕日 | 開幕日 | 開幕日 |
| 第2天                      | 2日  | 1      | 16     | 5      | 2      | 23     |
| 第3天                      | 3日  | 1      | 29     | 11     | 7      | 47     |
| 第4天                      | 4日  | 1      | 38     | 20     | 11     | 69     |
| 第5天                      | 5日  | 1      | 60     | 31     | 12     | 103    |
| 第6天                      | 6日  | 1      | 76     | 41     | 17     | 134    |
| 第7天                      | 7日  | 1      | 90     | 50     | 20     | 160    |
| 第8天                      | 8日  | 1      | 95     | 53     | 25     | 173    |
| 第9天                      | 9日  | 1      | 103    | 59     | 30     | 192    |
| 第10天                     | 10日 | 1      | 110    | 63     | 37     | 210    |
| 第11天                     | 11日 | 1      | 124    | 70     | 46     | 240    |
| 第12天                     | 12日 | 1      | 137    | 75     | 53     | 265    |
| 第13天                     | 13日 | 1      | 147    | 79     | 60     | 286    |
| 第14天                     | 14日 | 1      | 164    | 88     | 63     | 315    |
| 第15天                     | 15日 | 1      | 165    | 88     | 63     | 316    |

中國以中国奥林匹克委员会參加2006年亞洲運動會，共派出了647运动员。

## 代表團簡介
本屆亚运会，中国代表团共派出了928人，其中的647人為運動員，男子341人，女子306人，參與36個大項。在647位運動員中，游泳專項的中佔了最多，達52人，而規模最少的是馬術和壁球項目，包括教練，也只有3人。代表团成员平均年龄23.3岁，其中63.8%的人没参加过综合性国际大赛。
而是次亞運的中國代表團團長為劉鵬及4位副團長，包括于再清、段世傑、肖天、蔡振華與身兼秘書長的崔大林。另外，還有7位副秘書長及24位的團部人員。

## 參與項目及運動員

### 游泳
- 39位運動員參加游泳：
  - 女子：齊暉、趙菁、鄧碧瑩、白安琪、湯景之、羅楠、王群、李茉、高暢、於銳、王丹、周雅菲、龐佳穎、唐奕、徐妍瑋、季麗萍、楊雨、楊潔俏、朱雯睿、焦劉洋、張鑫、徐田龍子
- 12月2日－龐佳穎以1分59秒26為中國於本屆亞運取得第11面金牌，她所參與的是女子200米自由泳小項。而隊友楊雨則以2分0秒73取得銀牌。
- 12月2日－周雅菲於女子100米碟泳小項中用了59秒39取得金牌，徐妍瑋在隨後獲銀。
- 12月2日－季麗萍在羅雪娟缺陣下於女子50米蛙泳小項中取得金牌，王群就取得銅牌。
- 12月2日－趙菁、羅楠、周雅菲與龐佳穎的混合泳接力組合在女子4×100米小項中奪金。
- 12月3日－齊暉於女子400米個人混合泳小項中以4分38秒31奪金。
- 12月3日－徐妍瑋、楊雨、王丹、龐佳穎4人在女子4×100米自由泳小項中以3分42秒11贏得金牌。
- 12月4日－趙菁在女子50米仰泳奪金，高暢取銀牌。
- 12月4日－楊潔俏於女子400米自由泳以4分12秒75奪金，而隊友朱雯睿則名列次席。
- 12月5日－女子4x200米自由泳接力的金牌由庞佳颖、楊雨、唐奕和湯景之奪得。
- 12月5日－徐妍瑋以25秒23奪金，龐佳穎取銀牌。
- 12月6日－徐妍瑋在100米自由泳中以55秒02奪金，龐佳穎再次取得銀牌。
- 12月6日－齊暉和羅楠在女子200米蛙泳中取得金、銀牌。
- 12月7日－齊暉在女子200米混合泳中奪得她的第三面金牌。
  - 男子：趙濤、曲敬宇、賴忠堅、周嘉威、于成龍、張琳、陳祚、陳寅、王棟、張博棟、蔡力、汪海波、吳鵬、歐陽鯤鵬、黃紹華、謝智、張恩劍
- 12月2日－吳鵬於男子200米碟泳中以1分54秒91成功衛冕冠軍，另一位中國運動員陳寅不敵兩位日本運動員，得第四。
- 12月5日－周嘉威在男子50米蝶泳奪金，是中國隊於本屆亞運第二面由男子贏得的游泳項目金牌。
- 12月5日－王棟在同一小項中取得銅牌。
- 12月5日－歐陽鯤鵬男子100米仰泳取得銀牌。
- 12月6日－陳祚在男子100米自由泳中以49秒06打破亞洲紀錄及奪得金牌，而黄绍就得第4位。

### 跳水
- 14位運動員參加跳水：
  - 女子：郭晶晶、吳敏霞、李婷、何姿、賈童、陳若琳、王鑫
- 12月10日－賈童與陳若琳於女子雙人10米台奪金。
- 12月11日－郭晶晶與李婷的組合於女子雙人3米板奪金。
- 12月12日－吳敏霞和何姿在女子1米跳板奪金銀。
- 12月13日－吳敏霞和何姿在女子3米板奪金銀。
- 12月14日－王鑫、陳若琳取得女子10米台的金、銀牌。
  - 男子：王峰、何沖、羅玉通、秦凱、林躍、火亮、周呂鑫
- 12月10日－王峰、何沖組合於男子雙人3米板奪金。
- 12月11日－林躍、火亮在男子3米跳台小項奪金。
- 12月12日－羅玉通、秦凱在男子1米跳板奪金銀。
- 12月13日－何沖、羅玉通在男子3米板奪金銀。
- 12月14日－林躍與周呂鑫在男子10米台小項奪得金牌與銀牌。

### 花樣游泳
- 9位運動員參加花樣游泳：
  - 女子：張曉歡、顧貝貝、王娜、蔣文文、蔣婷婷、吳怡文、劉鷗、孫萩亭、朱政
- 11月8日－蔣文文和蔣婷婷在雙人小項中為中國奪得亞運中第一面的花樣游泳金牌。
- 11月9日－中國在團體小項中奪金，是中國於本屆亞運的第100金。

### 水球
- 12位運動員參加水球：
  - 男子：譚飛虎、李俊、劉思維、葛偉青、王用、李斌、餘利君、梁仲興、謝俊敏、吳志宇、韓志東、郭均良
- 12月6日－中國 12-6 烏茲別克
- 12月7日－中國 16-13 日本。
- 12月10日－中國 17-4 香港。
- 12月12日－中國 12-7 伊朗。
- 12月14日－中國 19-18 日本，奪得金牌。

### 射箭
- 8位運動員參加射箭：
  - 女子：張娟娟、錢佳靈、趙玲、於慧
- 12月10日－趙玲在女子個人小項預賽中得第6。
- 12月11日－趙玲取得女單的銅牌。
- 12月13日－女團，中國得銀牌。
  - 男子：永富軍、王剛、李文全、靖相青
- 12月13日－男團，4強出局。

### 田徑
- 52位運動員參加田徑：
  - 女子：秦旺萍、王靜、韓玲、陳玨、湯曉茵、薑瑄瑄、劉青、薛飛、西秋紅、周春秀、馮雲、劉靜、黃瀟瀟、李雪姬、何丹、劉虹、鄭幸娟、高淑英、趙瑩瑩、陳亞玲、謝荔梅、李倩、李玲、李梅菊、馬雪君、宋愛民、馬甯、薛娟、張文秀、顧原、次旺
- 12月7日－在女子20公里競走小項中，劉虹和何丹取得金、銅牌。
- 12月8日－張文秀在女子鏈球中奪金，顧原取得銀牌。
- 12月9日－周春秀在女子馬拉松小項中奪金。
- 12月9日－劉青於女子800米決賽得第8。
- 12月9日－李玲李梅菊包攬了女子鉛球的金、銀牌。
- 12月9日－馬宇在女子標槍小項取得銀牌。
- 12月10日－劉靜與馮雲囊括110米欄的金、銀牌。
- 12月10日－黄潇潇在400米欄奪金。
- 12月10日－湯曉茵在400米中得第5。
- 12月11日－宋愛民及馬雪君在女子鐵餅小項奪得金、銀牌。
- 12月11日－謝荔梅於女子三級跳小項取得金牌，李倩得銅牌。
- 12月11日－薛飛在女子5000米小項中以15分40秒12奪金。
- 12月12日－陈钰、王静、秦旺萍、韩玲於女子4x100米小項奪金。
- 12月12日－高淑英成功衛冕女子撑杆跳，而趙塋塋取得銅牌。
  - 男子：胡凱、溫永毅、楊耀祖、龐桂斌、鄧海洋、林向前、劉翔、史冬鵬、孟岩、韓玉成、黃海強、楊雁盛、張曉一、李延熙、朱書靖、張奇、吳濤、陳奇、李榮祥、齊海峰、蘇偉
- 12月7日－韓玉成在男子20公里競走中以1:21:40的成績奪得了金牌，是本屆亞運田径賽場上的第一金。
- 12月8日－林向在男子3000米障碍赛中取銅。
- 12月9日－男子100米半決賽中，胡凱出局，而温永毅晉身決賽。
- 12月9日－溫永毅在決賽中最終得第7。
- 12月9日－男子跳遠小項中，張曉得第4。
- 12月10日－蘇偉、鄧海洋在男子馬拉松得第6和第16。
- 12月10日－孟岩以0.48秒之差屈居400米欗的亞軍。
- 12月10日－楊雁盛取得撑杆跳高的銅牌。
- 12月10日－吳濤在鐵餅小項中得第5。
- 12月11日－劉翔和史冬鵬在男子110米跨欄初賽以13秒74及13秒71出線決賽。
- 12月11日－楊耀祖在男子200米小項取得銀牌。
- 12月12日－劉翔與史冬鵬於男子110米跨欗小項決賽中分別奪得金、銀牌，前者更打破亞運紀錄。
- 12月12日－李延熙於男子三級跳小項奪金，而隊友朱書靖則排名第7。

### 羽毛球
- 16位運動員參加羽毛球：
  - 女子：張甯、謝杏芳、朱琳、高崚、黃穗、張亞雯、楊維、張潔雯
- 11月28日－中國女隊 5:0 馬來西亞。
- 12月2日－中國女隊 5:0 印尼。
- 12月4日－中國女隊 3:0 南韓。
- 12月5日－中國女隊 3:0 日本，奪金。
- 12月7日－女雙組合楊維、張潔雯以2:0擊敗伊朗組合進入8強。
  - 男子：林丹、鮑春來、陳金、傅海峰、蔡贇、謝中博、郭振東、鄭波
- 11月29日－中國男子隊在男子團體小項的分組賽中以5:0贏印度取勝。
- 12月5日－中國 3:1 印尼
- 12月5日－中國 3:2 南韓，奪金。
- 12月8日－郑波／高崚打敗队友谢中博／张亚雯取得混雙的金牌。
- 12月9日－林丹在男單決賽中不敵陶菲克，只得銀牌。
- 12月9日－高凌黄穗在女雙中奪金。

### 籃球
- 24位運動參加籃球員：
  - 女子：宋曉雲、卞蘭、賈光、張偉、苗立傑、任蕾、隋菲菲、姬曉、陳曉麗、劉丹、張曉妮、 陳楠
- 12月4日－中國 106-30大勝黎巴嫩。
- 12月8日－中國 75-60 日本。
  - 男子：劉煒、王仕鵬、朱芳雨、莫科、易建聯、王治郅、唐正東、孫悅、李楠、胡雪峰、李可、張勁松
- 12月2日－中國男子隊以89-77大勝哈薩克，當中王治郅取得當中的22分。
- 12月5日－中國男子隊91-68烏茲別克。
- 12月6日－中國男子隊以36分的距離戰勝中華台北，易建聯進帳了28分。
- 12月8日－中國 94-68 日本。
- 12月10日－中國 75-73 黎巴嫩。
- 12月12日－中國68:52 南韓。
- 12月13日－中國86:58 約旦。

### 棒球
- 19位運動員參加棒球：
  - 男子：賴國鈞、張萬軍、李磊、呂建剛、張力、卜濤、郭有華、王偉、李濤、陳坤、劉廣標、張玉峰、侯鳳連、孫煒、張洪波、祝萬雲、陳俊毅、趙全勝、楊 碩
- 11月29日－中國 4:1 泰國
- 12月3日－中國 0:16 日本
- 12月4日－中國 2:4 中華台北
- 12月6日－中國 2:12 南韓，無緣任何獎牌。

### 健美
- 4位運動員參加健美：
  - 男子：錢吉成、李博、莊廣友、潘敬輝
- 12月8日－錢吉成在60公斤級小項中取得金牌。

### 保齡球
- 10位運動員參加保齡球：
  - 女子：楊穗玲、張玉紅、張春莉、沈玉葉、許蘭
- 12月3日－許蘭和楊穗玲在女子單人6局賽小項只獲第7和第8。
- 12月5日－張玉紅、張春莉在女子雙人賽中以2361分排名第8。
- 12月6日－女子3人賽中，中國名到第5。
  - 男子：王英俊、張曄、王斌、王世振、賈陵
- 12月6日－王斌和王世振最終於男子雙人賽中排名第37位、張曄與賈陵排名第22位。
- 12月9日－女團小項中，中國最終得第4；男團得第13。
- 12月10日－女子精英賽小項，楊穗玲以1771分列第8。

### 拳擊
- 10位運動員參加拳擊：
  - 男子：鄒市明、楊波、穀雨、謝龍旺、胡青、張建艇、哈那提·斯拉木、李斌、夏文傑、張小平
- 12月4日－穀雨在男子54公斤級的預賽以16:30被北韓運動員擊敗。
- 12月7日－楊波在男子57公斤級小項的8強賽中以41：21擊敗世界冠軍—南韓的李玉成。
- 12月8日－鄒市明於男子48公斤級小項的8強中以25-5擊敗對手。
- 12月11日－斯拉木在男子69公斤級小項中最終得銅牌。
- 12月13日－鄒市明於決賽大勝對手，取得金牌。
- 12月13日－胡青於男子60公斤小項決賽中勝出，奪得金牌。

### 皮划艇
- 13位運動員參加皮划艇：
  - 女子：鍾紅燕、朱敏圓、于臘梅
- 12月14日－朱敏圓在女子個人500米小項中奪金。
- 12月14日－朱敏圓、于臘梅在女子雙人500米小項中奪金。
  - 男子：楊文軍、孟關良、王兵、馬校傑、黃少坤、林淼、李臻、劉海濤、周鵬、張鐵泉
- 12月11日－馬校傑與林淼在男子1000米小項中奪金。
- 12月11日－劉海濤在男子個人1000米小項中奪金。
- 12月14日－劉海濤在男子個人500米小項奪金。
- 12月14日－楊文軍於划艇500米小項得金牌。

### 國際象棋
- 3位運動員參加國際象棋：
  - 女子：趙雪
- 12月2日－趙雪不敵烏茲別克棋手。
- 12月3日－趙雪賽和越南的阮清安。
- 12月5日－趙雪取得了銀牌。
- 12月6日－團體賽小項中中國贏敘利亞。
- 12月8日－團孻賽小項，中國贏伊朗。
  - 男子：蔔祥志、王玥
- 12月2日－蔔祥志被孟加拉棋手打擊、王玥擊敗印尼棋手。
- 12月3日－蔔祥志、王玥雙雙取勝。
- 12月5日－蔔祥志為中畇取得銅牌。
- 12月6日－團體賽小項中中國贏敘利亞。
- 12月8日－團體賽小項，中國贏伊朗。

### （包括斯诺克）
- 7位運動員參加比賽：
  - 女子：潘曉婷、周萌萌
- 12月8日－潘曉婷、周萌萌順利過渡初賽。
- 12月9日－瀋曉婷與周萌萌也同在半決賽中出局，最終前者取銅。
  - 男子：丁俊暉、梁文博、田鵬飛、李赫文、徐猛
- 12月4日－丁俊暉與田鵬飛在斯诺克雙人賽中出線8強。
- 12月5日－丁俊暉與田鵬飛在斯诺克雙人賽中擊敗香港組合奪金。
- 12月6日－丁俊暉、田鵬飛、梁文博在斯諾克團體賽小項中戰勝以傅家俊為主的香港隊奪金。
- 12月7日－丁俊暉、梁文博於個人賽中包辦了金、銀牌。

### 自行車
- 21位運動員參加自行車：
  - 女子：郭爽、宮金傑、李燕、王健玲、李梅芳、王利、孟浪、趙娜
- 12月4日－趙娜在女子公路賽小項以1分28秒之差落後日本的秋元羊介，取得銀牌。
- 12月5日－李梅芳成功衛冕女子個人計時賽小項的金牌。
- 12月9日－郭爽在女子場地500米計時小項中以35秒175的總成績奪金。
- 12月10日－李梅芳在女子個人3公里追逐小項的資格賽得第二。
- 12月13日－郭爽获得女子追逐赛冠军。
- 12月14日－李燕在女子場地記分賽小項以1分險勝奪金。
  - 男子：張磊、林峰、吳丹、馮永、王啓明、高亞輝、王又國、李富玉、宋寶慶、溫海瑞、曾昭宇、陳曉勇、唐琪
- 12月3日－李富玉在男子公路賽小項中只排名第13，而隊友宋寶慶則未能完成賽事。
- 12月5日－宋寶慶在男子個人公路計時賽小項奪金。
- 12月9日－馮永於男子1公里場地計時小項中以1分04秒607奪金。
- 12月10日－中國隊於男子團體竞速小項资格赛得第二。
- 12月12日－男子團體4公里場地追逐賽小項，中國得銅牌。

### 馬術
- 兩位運動員參加馬術：
  - 男子：張濱、李振強

### 擊劍
- 22位運動員參加擊劍：
  - 女子：仲維萍、李娜、張莉、駱小娟、譚雪、趙媛媛、黃海洋、張瑩、黃嘉玲、陳錦燕、蘇婉文
- 12月9日－譚雪與趙媛媛打入女子個人佩劍小項的4強。
- 12月9日－趙媛媛以15:13打擊香港運動員，進入決賽。
- 12月9日－譚雪以15:11擊敗趙媛媛，奪得佩劍的金牌。
- 12月10日－仲維萍、李娜於女子重劍小項的16強出線。
- 12月10日－李娜率先進入8強。
- 12月12日－由谭雪、赵媛媛、黄海洋、张莹组成的中国女子佩剑队奪得金牌。
- 12月13日－仲维萍、李娜、張莉、骆小娟奪得女團重劍的金牌。
  - 男子：王敬之、周漢明、黃耀江、張亮亮、吳漢雄、雷聲、朱俊、王磊、解永俊、董國濤、肖劍
- 12月9日－雷聲與張亮亮在男子個人花劍小項的4強中不敵對手，取得兩面銅牌。
- 12月10日－王敬之於男子佩劍小項決賽以15:14險勝奪金，而隊友周漢明則在4強被淘汰。
- 12月11日－王磊於男子重劍小項決賽擊敗解永俊奪金。
- 12月12日－吴汉雄、雷声、朱俊奪得男團花劍金牌。
- 12月13日－王敬之、周漢明與黄耀江奪得男團佩劍小項的金牌。

### 足球
- 35位運動員參加足球：
  - 女子：韓文霞、劉華娜、李潔、翁新芝、浦瑋、袁帆、畢妍、曲飛飛、韓端、馬曉旭、嶽敏、張彤、王丹丹、王坤、任麗萍、劉亞莉、潘麗娜、張豔茹
- 11月30日－中國女足 7:0 泰國女足
- 12月4日－中國女足 12:0 約旦女足
- 12月7日－中國女足 0:1 日本女足，是中國女足於亞運的首場敗陣。
- 12月10日－中國女足 1:3 北韓女足，未能晉身決賽。
- 12月13日－中國女足 2:0 南韓女足，取得銅牌。
  - 男子：王大雷、關震、譚望嵩、趙銘、馮瀟霆、劉宇、崔鵬、周海濱、沈龍元、蒿俊閔、陳濤、朱挺、王永珀、郜林、孫祥、鄭智、張可、趙旭日
- 11月29日－中國以周海濱的一球進球以1:0擊敗伊拉克。
- 12月3日－中國在周海濱、郜林和馮瀟霆三人的入球下以3:1擊敗同組的馬來西亞。
- 12月6日－中國以2:1擊敗9人應戰的阿曼，晉身淘汰賽。
- 12月9日－中國於8強中對伊朗，經加時後言和2:2，但最後的點球大戰（互射十二碼）中以7:8不敵對手出局。

### 高爾夫球
- 7位運動員參加高爾夫球：
  - 女子：馮珊珊、黃萍、李維
- 12月9日－女團中，中國暫排第4。
  - 男子：吳康春、吳阿順、樊志鵬、胡牧
- 12月9日－男團中，中國暫排第13。

### 體操
- 12位運動員參加體操：
  - 女子：程菲、張楠、韩冰、龐盼盼、何寧、周卓如
- 12月3日－程菲、張楠、韓冰、龐盼盼、何寧、周卓如在女子團體賽小項中以239.400分連續第九屆在亞運中取冠。
- 12月4日－何寧、周卓如瓜分女子個人全能小項中的金、銀牌。
- 12月5日－程菲奪得女子跳馬小項的金牌。
- 12月6日－張楠和韓冰取得女子平衡木的金、銀牌。
- 12月6日－程菲和龐盼盼於女子自由操中取得當中的金、銀牌。
  - 男子：楊威、馮敬、肖欽、梁富亮、陳一冰、鄒凱
- 12月2日－楊威、馮敬、肖欽、梁富亮、陳一冰、鄒凱以總分377.100分壓過日本，連續第九屆在亞運中取得男子團體小項的金牌。
- 12月4日－男子個人全能中，楊威奪金，而陳一冰得第4位。
- 12月5日－鄒凱梁富亮分別以16.000分及15.800分奪得男子自由操小項的金、銀牌。
- 12月5日－楊威和陳一冰在男子吊環小項中共同以16.575分名到金牌。
- 12月6日－楊威在男子雙杠小項中與南韓的金大恩取得金牌，而手部有傷的馮敬則獲第5位。

### 藝術體操
- 4位運動員參加藝術體操：
  - 女子：丁一丹、梁雨婷、肖一鳴、李紅楊
- 12月10日－中國於女團中排名第3，取得銅牌。

### 蹦床
4位運動員參加蹦床：
- - 女子：鍾杏平、黃珊汕
- 12月12日－黃珊汕、鍾杏平奪得金、銀牌。
  - 男子：闕志城、陸春龍
- 12月12日－兩人奪得金、銀牌。

### 手球
- 28位運動員參加手球：
  - 女子：吳亞楠、欒征、李薇薇、張枝青、王莎莎、吳雯娟、劉曉妹、李兵、王旻、王嬋嬋、劉贇、孫來苗、劉桂妮、黃紅、於格麗
- 12月6日－中國 50-26 印度
- 12月7日－中國 46-17 烏茲別克
- 12月13日－中國 22-25 日本，得第4。
  - 男子：閆亮、郝可鑫、王曉龍、周小堅、崔亮、王星、劉孜鵬、苗青、田劍俠、朱昕晨、葉強、王瀧、張志宇
- 12月3日－中國以3分不敵伊拉克。
- 12月4日－中國 30-23 香港

### 曲棍球
- 30位運動員參加曲棍球：
  - 女子：付寶榮、高麗華、李紅俠、唐春玲、周婉鋒、陳秋琦、任 燁、孫鎮、馬弋博、黃俊霞、陳朝霞、李爽、麥少顔、暴娥淨、聶亞麗、張益萌
- 12月2日－中國 9:0 香港。
- 12月5日－中國 3:1 印度。
- 12月6日－中國 1:0 南韓。
- 12月8日－中國 0:3 日本。
- 12月9日－中國 7:0 中華台北。
  - 男子：李瑋、葉鵬、於洋、孟旭光、胡亮、胡彙仁、陸鋒輝、駱方明、孟軍、那玉波、宋毅、蘇日峰、裴作鵬、劉憲棠、蔣希上
- 12月4日－中國 6:1 阿曼。
- 12月5日－中國 3:2 印度。
- 12月7日－中國 4:1 孟加拉。
- 12月8日－中國 0:3 南韓。
- 12月12日－中國 2:1 巴基斯坦。

### 柔道
- 15位運動員參加柔道：
  - 女子：高峰、李營、許岩、徐玉華、秦東亞、楊秀麗、佟文、劉歡緣
- 12月2日－佟文在女子78公斤級小項中擊敗了蒙古運動員奪金。
- 12月2日－楊秀麗在女子78公斤級銅牌賽中戰勝哈薩克運動員獲銅。
- 12月3日－秦東亞在女子70公斤級小項半決賽中落敗。
- 12月3日－先後淘汰越南、中華台北、北韓運動員的徐玉華在女子63公斤級小項的決賽中擊敗南韓的孔佳運贏得金牌。
- 12月4日－李營在女子52公斤級小項中不敵北韓對手。
- 12月4日－許岩在女子57公斤級小項擊敗日本對手獲金。
- 12月5日－高峰在女子48公斤級小項中奪金。
- 12月5日－劉歡緣在女子無差別小項中贏得金牌。
  - 男子：賈運兵、布和朝魯、石榮榮、郭磊、何焰炷、尹紅星、魏向軍
- 12月3日－郭磊在男子柔道81公斤級小項的半決賽中不敵蒙古對手，無緣決賽。
- 12月4日－布和朝魯在男子66公斤級小項中的初賽取勝。

### 賽艇
- 18位運動員參加賽艇：
  - 女子：徐東香、餘華、嚴詩敏、金紫薇、田靚、李勤、于成喜、高豔華、穆素麗、成冉
- 12月6日－田靚、李勤在女子雙人雙槳小項中取得金牌。
- 12月6日－女子四人單槳無舵手小項中，于成喜、高艳华、穆素丽和成冉奪多。
- 12月7日－徐東香於女子輕量級單人雙槳小項以4:10.28秒奪金。
- 12月7日－金紫薇在女子單人無槳小項中取得一面金牌。
  - 男子：吳崇魁、陳征、崔永輝、蘇輝、王向黨、張永強、何翌、鄭傳奇
- 12月7日－吳崇魁以3分37秒12奪得男子單人雙槳小項的冠軍。
- 12月7日－陳征在男子單人雙槳小項中得第4位。

### 橄欖球
- 12位運動員參加橄欖球：
  - 男子：張志強、王重懿、薑旭明、孫濤、賀忠亮、徐輝、袁峰、李陽、陸專、王加成、張恒、劉凱
- 12月11日－7人賽小項，中國擊敗中華台北獲銅。

### 帆船
- 13位運動員參加帆船： 
  - 女子：徐莉佳、張麗華、聞一梅、于春燕、陳麗娜
- 12月11日－陳麗娜於女子米斯特拉級小項奪金。
- 12月12日－徐莉佳在女子激光雷迪爾級小項中奪金。
  - 男子：姚欣浩、曾孝紅、沈聖、鄧道坤、王偉東、楊帥、周勃霖、倪韋
- 12月11日－姚欣浩於男子重型米斯特拉級小項奪冠。
- 12月12日－倪韋在男子OP級小項中奪金。

### 藤球
- 12位運動員參加藤球：
  - 女子：周榮紅、孫曉丹、王曉花、王建雙、蘆佳佳、宋程、陳彩萍、封志英、王燕、李雅靜
- 12月3日－中國 1-2 越南
- 12月4日－中國 3-0 日本
- 12月5日－中國 1-2 泰國，無緣決賽，只能取得銅牌。

### 射擊
- 41位運動員參加射擊：
  - 女子：劉波、武柳希、王成意、杜麗、趙穎慧、陶璐娜、陳穎、曹英、徐翾
- 12月2日－陈丽，王玉锦，朱美三人取得女子多向飛碟團體小項的金牌。
- 12月2日－陳麗在女子個人多向飛碟小項中以89中的成績摘金。
- 12月2日－女子團體10米氣步槍小項奪金。
- 12月2日－杜麗、趙穎慧與武柳希三人分別平分了女子個人10米氣步槍小項的金、銀、銅牌。
- 12月3日－以陶璐娜為首的女子三人組合在女子團體10米氣手槍中以1161環平世界紀錄，取得金牌。
- 12月3日－陶璐娜奪得女子個人10米氣手槍的金牌。
- 12月4日－徐翾在女子10米移動靶小項以386環為中國再增一金。
- 12月4日－武柳希、劉波和王成意在女子團體50米步槍卧射取得銀牌。
- 12月5日－女子團體25米手槍小項金牌得主為中國組合。
- 12月5日－陳穎在女子個人25米手槍小項以792.2環奪金，而陶璐娜取得銀牌。
- 12月6日－由武柳希、王成意和劉波組成的三人組合在女子團體50米步槍三姿小項中為中國奪得第61金。
- 12月6日－王成意、劉波和武柳希繼女子團體50米步槍三姿小項後於女子團體50米步槍3x20小項中再度奪金。
- 12月6日－王成意在女子個人50米步槍三姿小項中以以685.4環奪金，而劉波和武柳希則名到第4和第6位。
- 12月7日－魏宁在女子雙向飛碟小項中，在加賽時不敵北韓對手，取得銀牌。而張冬排名第6位。
- 12月7日－魏宁、於秀敏和张冬连在女子雙向飛碟小項奪金。
  - 男子：朱啓南、李杰、劉剛、張付、張磊、劉天佑、譚宗亮、林忠仔、徐坤、龐偉、張鵬輝、劉國輝、劉忠生、甘霖、張冰、李亞軍、劉安龍、胡斌淵、王楠、曲日東、金迪、黎旭、張添
- 12月2日－朱啓南、李杰、劉天佑三人在男子團體氣步槍小項中以1786環贏得金牌。
- 12月2日－劉天佑於男子個人10米氣步槍小項中以700.8環的成績，奪得中國隊第6面金牌，並且平了亞運男子個人10米氣步槍小項的記錄。而同時朱启南以698.3環取得銀牌。
- 12月2日－譚宗亮、林忠仔、龐偉在次天比賽日的男子團體10米氣手槍以4環之差險勝南韓組合，贏得第17面金牌。
- 12月3日－譚宗亮在男子個人10米氣手槍小項中以687.1環奪金，是他的第二面金牌。
- 12月3日－張冰和李亞軍男子多向飛碟團體决賽中排位第13和第26位。
- 12月4日－劉剛在男子個人50米步槍卧射小項中以696.1環的成績為中國取得第31面金牌。
- 12月5日－男子個人50米手槍慢射小項中，徐坤奪金。
- 12月5日－男子團體50米手槍慢射小項中，中國以1682環奪金。
- 12月5日－參與男子10米移動靶小項的甘霖為中國取得第41金。
- 12月5日－王楠、胡斌渊和刘安龙组成的組合以424中的总成绩在男子雙多向飛碟小項為中國奪金。
- 12月5日－王楠和胡斌淵分別取得男子個人雙多向飛碟小項的冠亞軍。劉安龍得第6位。
- 12月6日－甘霖在男子個人10米移動靶混合速小項中取得金牌。
- 12月6日－由張鵬輝、劉忠生和劉國輝在男子團體25米手槍速射小項贏得金牌。
- 12月6日－劉忠生、張鵬輝分別取得男子個人25米手槍速射小項的金、銀牌，而本來應取得銅牌的劉國輝就因為射擊賽制中，決賽的首三名不能由同一國奪得，因此該面銅牌由第4位的库玛尔補上。
- 12月7日－中國隊贏得男子團體50米步槍3姿賽小項金牌。
- 12月7日－男子個人50米步槍3x40小項中，張付和張磊以1268環及1266.8環取得金、銀牌，而劉天佑獲第5位。
- 12月8日－男子團體25米中心發火手槍小項中，中國取銅。
- 12月8日－男子團體雙向飛碟小項獲銅。
- 12月8日－男子個人雙向飛碟小項中，金迪以146中摘得銅牌，而曲日東取得第4位。

### 壘球
- 15運動員參加壘球：
  - 女子：呂偉、李琪、於彙莉、呂怡、丁紅、于燕宏、孫莉、黎春霞、吳迪、張麗芳、張愛、周怡、江昕、譚瑛、辛敏紅
- 12月10日－中國 2:3 日本。
- 12月11日－中國 5:1 南韓。
- 12月13日－半決賽，中國 0:3 日本。

### 軟式網球
- 7位運動員參加軟式網球：
  - 女子：蔣婷、趙婷婷、趙蕾、石月、張豔
- 12月2日－中國女隊在女子團體賽小項的半決賽中不敵日本，無緣決賽。
- 12月5日－趙蕾在女單首輪中以4:0取勝。
- 12月6日－蔣婷在女子單人小項的決賽中以4-1不敵中華台北的姜婉琪。
- 12月8日－女雙4強中，蔣婷、石月組合不敵對手。
  - 男子：張丹、熊俊
- 12月5日－熊俊以4:3險勝。
- 12月5日－張丹在男單首輪取勝。
- 12月8日－男雙8強中，熊俊张丹取胜。

### 壁球
- 兩位運動員參加壁球：
  - 女子：吳珍珍
  - 男子：蔡平華

### 
- 10位運動員參加桌球：
  - 女子：王楠、郭躍、郭焱、李曉霞、陳晴
- 11月29日－王楠、李曉霞、陳晴組合3:0擊敗科威特。
- 11月30日－中國女隊（郭跃，郭焱和李曉霞）於女子團體小項中以3:0贏香港組合。
- 11月30日－中國 3:0 日本，中國隊晉身4強。
- 12月2日－中國 3:0 南韓，晉線決賽，會對新加坡。
- 12月3日－中國 3:0 新加坡，重奪失去的女團金牌。
- 12月4日－中國的王楠在女單初賽中以4:0晉級。
- 12月4日－中國的郭躍以4:0晉級。
- 12月5日－馬琳與郭焱混雙組合以2:3負南韓組合，無緣決賽。
- 12月5日－王楠在16強中擊敗新加坡運動員孙贝贝。
- 12月5日－郭跃在16強中以4：1（9-11、11-3、11-6、11-7、11-6）淘汰中華台北運動員，晉身8強賽。
- 12月5日－王楠以比分11-7，11-7，11-6，12-10淘汰南韓對手。
- 12月6日－王楠在4強中不敵香港的帖雅娜。
- 12月6日－女雙組合郭躍、李曉霞以4:1擊落香港組合帖亞娜和張瑞，奪得金牌。
- 12月7日－郭躍在女單決賽中以比分11-3、10-12、11-4、11-13、11-9、8-11和11-2，合共4:3擊敗香港的帖雅娜。
- 12月7日－馬琳和王楠在混雙小項決賽中以4:2擊敗南韓的李廷佑與李恩姬而奪金。
  - 男子：馬琳、王皓、陳玘、馬龍、郝帥
- 11月29日－中國3:0勝也門。
- 11月29日－中國組合（馬琳、陳玘、馬龍）以3:0戰勝印度。
- 11月30日－中國 3:0 日本，雙雙出線。
- 11月30日－中國 3:0 卡塔爾，出線4強，對手是中華台北。
- 12月2日－面對中華台北，中國以3:0勝出。
- 12月3日－中國 3:0 韓國，衛冕成功。
- 12月5日－馬琳、王皓在男雙中打入4強。
- 12月5日－馬琳與郭焱混雙組合以2:3負南韓組合，無緣決賽。
- 12月6日－王皓以4:1擊敗南韓的柳承敏。
- 12月7日－馬琳以1:4不敵王皓，奪得男單小項的金牌。
- 12月7日－馬琳和王楠在混雙小項決賽中以4:2擊敗南韓的李廷佑與李恩姬而奪金。

### 跆拳道
- 10位運動員參加跆拳道：
  - 女子：吳靜鈺、王瑩、董鳳鳴、姜玲玲、羅微、陳中
- 12月7日－吳靜鈺以2:1擊敗中華台北的楊述春，是中國在亞運中的第一面跆拳道項目金牌。
- 12月8日－姜玲玲在女子67公斤級小項中取銅。
- 12月10日－羅微於女子72公斤級小項中擊敗約旦對手奪金。
- 12月10日－陳中為中國於女子70公斤級以上小項奪金。
  - 男子：李來、王浩、潘東東、劉廣松、劉哮波
- 12月10日－劉哮波出線84公斤級小項的4強。

### 網球
- 11位運動員參加網球：
  - 女子：鄭潔、李娜、彭帥、晏紫、李婷、孫甜甜
- 12月5日－中國 0-2 烏茲別克
- 12月9日－于欣源與孙甜甜於混双晋级8强。
- 12月13日－鄭潔以2-1（6-4，1-6，6-1）擊敗印度的米爾莎而奪金。
  - 男子：王鈺、孫鵬、於欣源、曾少眩、李喆
- 12月4日－中國 1-2 日本。
- 12月9日－孫鵬於男單32強打擊8號種子，晉身16強。
- 12月9日－于欣源與孙甜甜於混双晋级8强。
- 12月9日－王鈺晉身16強。
- 12月10日－孫鵬在男單16強出局。

### 鐵人三項
- 4位運動員參加鐵人三項：
  - 女子：邢琳、王虹霓
- 12月8日－王虹霓首先回終點，奪得金牌，而邢琳得第4。
  - 男子：姜智航、孔佳傑

### 排球
- 24位運動員參加排球：
  - 女子：王一梅、馮坤、楊昊、劉亞男、李珊、周蘇紅、楚金玲、李娟、宋妮娜、張娜、徐雲麗、張萍
- 11月29日－中國女排以3:0（25-18、25-9、25-10）的局分擊敗越南隊。
- 12月3日－中國女排 3:0 南韓女排，連續兩勝。
- 12月6日－中國女排 3:0 中華台北女排。
- 12月8日－中國女排 3:0 蒙古女排，出線4強。
- 12月10日－中國女排 3:0 中華台北女排，晉身決賽。
- 12月12日－中國女排 3:1 日本女排，三連冠。
  - 男子：郭鵬、崔曉棟、袁志、王海川、湯淼、崔建軍、李春、於大偉、沈瓊、薑福東、任琪、隋盛勝
- 12月11日－中國男排 3:1 哈薩克。
- 12月13日－中國男排 3:2 沙地阿拉伯。

### 沙灘排球
- 9位運動員參加沙灘排球：
  - 女子：张希、薛晨、王潔、田佳
- 12月6日－田佳與王洁組合以2:0擊敗泰國對手。
- 12月11日－中國取得銅牌。
- 12月11日－張希、薛晨的組合奪金。
  - 男子：徐林胤、吳鵬根、李健、周順
- 12月4日－中國 2:0 菲律賓
- 12月7日－中國 2:1 哈薩克
- 12月11日－李健、周順 2:1 徐林胤、吳鵬根

### 舉重
- 15位運動員參加舉重：
  - 女子：王明娟、李萍、陳艷青、歐陽曉芳、劉海霞、曹磊、穆爽爽
- 12月2日－王明娟在女子48公斤級的小項中以抓舉90公斤，挺舉116公斤的成績贏得第5面金牌。
- 12月3日－陳艷青在女子58公斤級小項中以總成績111公斤打破世界紀錄奪金。
- 12月3日－李萍在女子53公斤級小項中取得金牌。
- 12月4日－歐陽曉芳在女子63公斤級小項決賽中試舉137公斤時失手受傷，最終獲一面銀牌。
- 12月4日－劉海霞於女子69公斤級小項中奪金。
- 12月5日－曹磊於女子75公斤級小項中以總成績272公斤奪金。
- 12月6日－穆爽爽以317公斤的總成績取得女子75公斤小項的金牌外，都打破了當中的抓舉的世界、亞洲和亞運紀錄。
  - 男子：李爭、丘樂、毛角、張國政、石智勇、李宏利、陸永、東峰
- 12月2日－年僅20歲的李爭在男子56公斤級小項中以總成績287公斤摘下一金。
- 12月2日－丘樂和毛角分別贏得男子62公斤級小項的金、銀牌。
- 12月3日－張國政和石智勇在男子69公斤級小項中取得金牌和銀牌。
- 12月4日－李宏利於男子77公斤級小項中在20公斤的優勢下奪金。
- 12月6日－陸永在男子85公斤級小項中獲得銀牌。

### 摔跤
- 15位運動員參加摔跤：
  - 女子：黎笑媚、蘇麗慧、許海燕、王旭
- 12月11日－女子72公斤級小項決賽，王旭以3:1戰勝日本的浜口京子奪得金牌。
  - 男子：焦華鋒、盛江、喬華猛、馬三益、薑華琛、劉德利、高峰、李全、斯日古楞、徐向占、王園元、梁磊
- 12月9日－盛江以3:1打擊對手，晉身古典式摔跤60公斤級小項的4強。
- 12月9日－古典式摔跤96公斤，姜華琛無緣決賽。
- 12月10日－喬華猛在男子古典式66公斤級復活賽勝出。
- 12月10日－焦華鋒在古典式55公斤級小項的金牌。

### 武術
- 9位運動員參加武術：
  - 女子：馬靈娟、毛亞琪
- 12月14日－毛亞琪在女子南拳三項全能小項中以29.22分奪金。
- 12月14日－女子長拳三項全能，馬靈娟奪得金牌。
  - 男子：袁曉超、吳雅楠、吳財寶、李騰、馬超、趙光勇、徐延飛
- 12月13日－男子太極拳全能，吳雅楠取得金牌。
- 12月14日－男子南拳三項全能中，吳財寶奪得金牌。
- 12月14日－袁曉超於男子長拳全能中奪得金牌。
- 12月14日－李騰在男子56公斤級散打小項決賽中由於對手放棄，因此不戰而勝奪得金牌。
- 12月14日－馬超在男子60公斤級散打小項決賽中擊敗對手奪得金牌。
- 12月14日－趙光勇於男子65公斤級散打中勝出奪得金牌。
- 12月14日－男子70公斤級散打的金牌由徐延飛取得。

## 相關連結
- 2006年亞洲運動會
- 2006年亞洲運動會中國香港代表團
- 2006年亞洲運動會中國澳門代表團

## 外部連結
- 亞運新聞